# لوته دپارتمان استور
لوته دپارتمان استور (انگلیسی: Lotte Department Store) شرکت خرده‌فروشی پوشاک کره‌ای است، که در سال ۱۹۷۹ توسط شرکت لوته تأسیس شد.